# Ready for the Floor
«Ready for the Floor» es el primer sencillo del tercer álbum de la banda británica Hot Chip, Made in the Dark. Fue lanzado el 28 de enero de 2008 y alcanzó la sexta ubicación en la lista de singles del Reino Unido convirtiéndose en el más exitoso en su tierra natal. La canción fue nominada al Premio Grammy de 2009 en la categoría "Mejor grabación dance". El video musical de la canción fue dirigido por Nima Nourizadeh.

## Lista de canciones
Enhanced CD
1. Ready for the Floor – 3:55
2. Ready for the Floor (Extended Mix) – 7:16
3. Shake a Fist (Diplo's Noise of Art Remix) – 4:06
4. Bubbles They Bounce – 5:53
5. Ready for the Floor (Soulwax Dub) – 8:16
6. Ready for the Floor (Jesse Rose Mix) – 5:23
7. Ready for the Floor (video musical) –

7" single 1
- A: Ready for the Floor (radio edit)
- B: Bubbles They Bounce

7" single 2
- A: Ready for the Floor (Smoothed Out on an R&B tip Version)
- B: My Brother Is Watching Me

## Posicionamiento en listas
| Listas (2008)                   | Mejor posición |
| ------------------------------- | -------------- |
| Austria (Ö3 Austria Top 40)     | 73             |
| Bélgica (Flandes) (Ultratop 50) | 2              |
| Bélgica (Valonia) (Ultratop 50) | 17             |
| Irlanda (IRMA)                  | 22             |
| Reino Unido (UK Singles Chart)  | 6              |